# Bateria
Dione Alex Veroneze, meglio noto come Bateria (Iporã do Oeste, 16 dicembre 1990), è un ex giocatore di calcio a 5 brasiliano.

## Carriera
In gioventù Bateria era ritenuto una promessa del panorama calcettistico mondiale. Tuttavia, i ripetuti infortuni al ginocchio sinistro determinarono una carriera al di sotto delle aspettative, caratterizzata da lunghi periodi di assenza dal parquet. Dopo gli esordi in patria giocò prevalentemente nel campionato spagnolo, indossando, tra le altre, le maglie di Inter (con cui ha vinto un campionato, una Supercoppa spagnola e una Coppa di Spagna) e Barcellona. Con la Nazionale maschile under 20 di calcio a 5 del Brasile vinse il campionato continentale di categoria mentre con quella maggiore disputò la deludente Coppa del Mondo 2016. Il 10 febbraio 2025 ha annunciato il suo ritiro.

## Palmarès
- Campionato spagnolo: 1
Inter: 2013-14
- Coppa di Spagna: 1
Inter: 2013-14